# Ансервил (Меза)
Ансервил (фр. Ancerville) насеље је и општина у североисточној Француској у региону Лорена, у департману Меза која припада префектури Бар ле Дик.
По подацима из 2011. године у општини је живело 2.752 становника, а густина насељености је износила 127,53 становника/km². Општина се простире на површини од 21,58 km². Налази се на средњој надморској висини од 200 метара (максималној 251 m, а минималној 147 m).

## Демографија
| 1962. | 1968. | 1975. | 1982. | 1990. | 1999. | 2011. |
| ----- | ----- | ----- | ----- | ----- | ----- | ----- |
| 2.362 | 2.560 | 2.716 | 2.833 | 2.869 | 2.726 | 2.752 |

График промене броја становника у току последњих година